# Собор Святого Стефана (Літомержиці)
Собор Святого Стефана (чеськ. Katedrála svatého Štěpána — католицький кафедральний, капітульний і парафіяльний храм у Літомержицях (Устецький край, Чехія). Збудований в архітектурному стилі бароко. Собор є кафедральним храмом дієцезії Літомержиці і капітульним костелом Кафедрального капітулу Святого Стефана в Літомержицях. Собор також є парафіяльним костелом римсько-католицького кафедрального приходу Святого Стефана в Літомержицях.

## Історія
Собор Святого Стефана стоїть на Домському пагорбі, який у середні століття називали горою Святого Стефана. У 1057 році на цій горі князь Спитігнев II звів костел у вигляді романської базиліки. Костел був присвячений першому християнському мученику святому Стефану і став капітульним храмом заснованого в тому ж році Літомержицького капітулу.
У XIV столітті романський костел реконструювали в готичному стилі, а в 1662 — 1664 році костел був повністю зруйнований і на його місці було розпочато будівництво собору в стилі бароко під керівництвом італійського архітектора Домініко Орсі. Собор збудували за 4 роки. Згідно з проєктом, у соборі планувалося побудувати дві вежі, однак побудували всього одну вежу висотою 65 метрів, на якій влаштували дзвіницю. Вежа-дзвіниця стоїть окремо від основної будівлі собору, але з'єднується з ним мостом у вигляді арки. Будівництво цієї вежі відбувалося в два етапи: в 1711 — 1720 роках була зведена 11-метрова вежа в стилі бароко з дерев'яною дзвіницею, в 1879 — 1881 роки за проектом Генріха фон Ферстеля була споруджена сучасна вежа.
У 1942 році в соборі було встановлено новий орган, виготовлений в Дрездені в стилі рококо, з приблизно 4000 труб.

## Опис

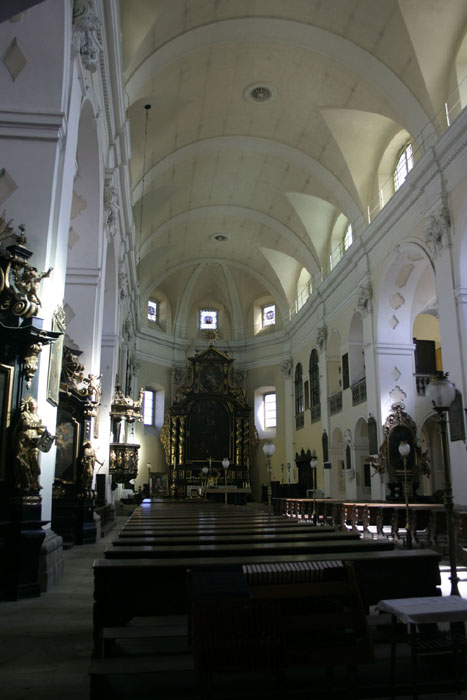
Інтер'єр собору.

Собор представляє собою трехнефну базиліку висотою 20,5 метрів, довжиною 50 метрів і шириною близько 22 метра. Всередині собору є бічні арки, в яких розташовані шість каплиць, по три з кожного боку. У кожній з шести каплиць знаходиться по великому і малому вівтарю. Великі з лівого боку:
- Вівтар Богоматері Скорботної (Mater Dolorosa)
- Вівтар Ангелів-Хранителів (з картиною роботи К. Шкрети)
- Вівтар Святого Вацлава (з картиною роботи К. Шкрети ; зберігає мощі Святого Фелікса, привезені в 1676 році з Риму).

Великі з правого боку:
- Вівтар Діви Марії радіючої (Mater Gaudiosa, з 1692 року зберігає мощі Святого Вікторина)
- Вівтар Святих Петра і Павла (з картиною роботи Карела Шкрети)
- Вівтар Святого Войтеха (з картиною роботи К. Шкрети; зберігає мощі Святого Клемента, привезені з римських катакомб).

Малі з лівого боку:
- Вівтар Божественного Серця Ісуса
- Вівтар Святої Варвари (з картиною роботи Франтішека Антоніна Мюллера (1697—1753))
- Вівтар Святої Марії Магдалини (з картиною роботи Йозефа Чеха (пом. 1779))

Малі з правого боку:
- Вівтар Святого Яна Непомуцького (з картиною 1693 роки роботи Криштофа Тіетзе)
- Вівтар Чотирнадцяти Святих Помічників (з картиною роботи Франтішека Антоніна Мюллера)
- Вівтар Святого Себастьяна (з картиною роботи Йозефа Чеха)

Серед картин, що прикрашають інтер'єр собору, особливо значущими є твори XVII століття роботи Карела Шкрети (пом. 1674). Перший єпископ Літомержицький Максиміліан Рудольф Шлейніц (1655—1675) замовив йому п'ять великих картин для вівтаря собору. До наших днів картини дійшли в поганому стані. Реставрація полотна із зображенням Архангела Рафаїла, провідного Товію, з вівтаря Ангелів-Хранителів тривала близько двох років і в жовтні 2011 року вона була повернута собору. Ще три полотна, в тому числі картина головного вівтаря, на якій зображено побиття камінням Святого Стефана, до 2011 року зусиллями Національної галереї Чехії було відреставровано. П'яте полотно, на якому зображений Святий Войтех, станом на листопад 2011 року перебувала на реставрації.
Кафедра собору прикрашена статуями святих, різьбленим декором, а також гербом першого єпископа Літомержіцького.
Над головним входом в собор розміщений герб першого єпископа Літомержиць Максиміліана Рудольфа Шлейніца (1655—1675), над яким стоїть статуя Святого Стефана першомученика (1700 року створення) і герб єпископа Гуго Франтішека з Кенігсеггу (1709—1720). З обох боків головного входу знаходяться статуї Святого Фелікса і Святого Вікторина. На території собору є поховання декількох лімержицьких єпископів.